# ARTE
48°35′37″ пн. ш. 7°45′57″ сх. д. / 48.5937468° пн. ш. 7.76596° сх. д.

Офіс ARTE у Страсбурзі

ARTE (абревіатура від фр. Association Relative à la Télévision Européenne) — франко-німецький міждержавний культурний некомерційний телеканал. Заснований угодою між урядами Німеччини і Франції 2 жовтня 1990 року, перша передача в ефірі 30 травня 1992 року.
Телеканал Arte віщає в Німеччині та Франції, його програми створені відповідно телекомунікаціями Arte France GmbH. У своїх програмах Arte робить ознайомлення з мистецтвом та культурою, темами пов'язаними з Європою та Євросоюзом, інформативними передачами, а також високоякісною документацією. Аудиторія каналу складається в кожній з окремих країн в середньому 10-12 мільйонів телеглядачів на тиждень. Телеканал відомий своїми тематичними вечорами, коли певна тема дискутується за круглим столом, цій тема присвячений документальний фільм чи фільми, а також художній фільм. Мовлення французькою та німецькою мовами.
Керується вибірною радою та президією. Штаб-квартири знаходяться в Страсбурзі, Баден-Бадені та в Іссі-ле-Муліно під Парижем.

## Історія
Історія виникнення телеканалу АРТЕ почалася майже тридцять років тому. Ідея належала канцлеру Німеччини і президента Франції. Про те, як вона зароджувалася, навіть склалася легенда. Одного разу в середині 80-х Гельмут Коль, приймаючи на неформальній вечері в своєму бунгало в околицях Бонна французького президента Франсуа Міттерана, запропонував створити що-небудь естетичне і об'єднати нарешті німецьку і французьку культури. А вже в 90-му було створено АРТЕ. З самого першого ефіру було зрозуміло, що народився телевізійний проект, який кардинально відрізняється своїм не прагненням до сенсацій. З оточення Гельмута Коля відомо, що канцлер, який зазвичай ставився до ЗМІ з відтінком гидливості, активно цікавився створенням каналу. Він наполягав збереженні ідеї про культурну, а не інформаційному або розважальному проекті.
26 березня 1988 року було створено робочу групу Німецько-французького культурного телеканалу La Cinq. 2 жовтня 1990 роки 11 представників «старих» земель ФРН і делегати від Французької Республіки підписали в Берліні міждержавний договір про створення європейського культурного телеканалу. На початку 1992 року, La Cinq занепала, и ARTE розпочинає мовлення, заповнивши її частоти. Прем'єра 30 травня 1992 року транслювалася в прямому ефірі зі Страсбурзького оперного театру. ARTE починалася як вечірня служба. У денний час частоти були поділені з іншими каналами. Громадський канал під назвою Télé emploi займав французькі частоти приблизно на місяць протягом 1994 року, до початку La Cing (нині France 5) в грудні того ж року. Для німецьких телеглядачів в кінці 1994 року ARTE була призначена частота на супутнику Astra 1D, і в кінцевому підсумку вона була передана німецькому каналу Nickelodeon, який пізніше був замінений новим суспільним дитячим каналом Kinderkanal.
У 1996 році він почав пропонувати денний розклад з повторами для глядачів по цифровому супутниковому і цифровому кабелю. 6 січня 2001 було введено «правильне» денний розклад з програмами з 14 до 19 годин. В кінцевому підсумку канал отримав власну аналогову частоту на супутниках Astra.
З 2005 року АРТЕ віщає цілодобово і без вихідних. У 2007 році запускається служба надолуження ARTE + 7, пропонує користувачам Інтернету безкоштовний доступ до широкого спектру програм протягом семи днів після їх первісної передачі.
Ідею телеканалу, придуману в свою час главами двох країн, протягом дванадцятирічного існування АРТЕ відбивав його слоган. Він змінювався спочатку майже кожні два роки, всього близько шести раз. Сегодняшній слоган говорить: «АРТЕ, телеканал, який вами рухає».

### Слоган телеканалу
- 1992—1994 : «Laissez-vous déranger par Arte / Lassen sie sich von Arte stören» Дозвольте вас потурбувати, АРТЕ.
- 1994—1996 :"Arte, ma télé a du talent / Mein Fernseher hat Talent" АРТЕ: у мого телевізора талант!
- 1996—1998 : «Voyez vous-même / Arte sehen Sie selbst» АРТЕ: дивіться самі!
- 1998—1999 : "Quel programme! / Arte was fürein Angebot! "АРТЕ — ось це програми!
- 2000 : «Arte et fière de l'être / Und stolz» Це честь — бути АРТЕ!
- 2000—2004 : «Vivez l'aventure Arte / Arte erleben» Пережити разом з АРТЕ.
- 2004—2012 : «Arte, vivons curieux / So hab ichdas noch nie gesehen» АРТЕ: такого я ще не бачив!
- З 2012 по наш час: «Arte, la télé qui vous allume / Bewegt» АРТЕ — телеканал, який вами рухає!

## Структура

### Управління
Що стосується керівництва каналу, то воно складається з двох редакцій, французької та німецької. Перша знаходиться в Парижі, а друга в Берліні. При цьому керівництво у АРТЕ загальне. Керівний комітет включає в себе чотири людини. Президент і віце-президент змінюються кожні три роки, по черзі представляючи то ARTE France, то ARTE Deutschland.
Вищий орган — Керівний комітет (Le Comité de gérance, Vorstand), що складається з голови керуючого комітету (Présidents du Comité de gérance, Präsident), заступника голови (Vice-présidente, Vizepräsident), директора піклування (Verwaltungsdirektor, Directeurs de la gestion) і програмного директора (Directeurs des programmes, Programmdirektor), що обирається зборами акціонерів (L'Assemblée générale, Mitgliederversammlung), і Консультативною програмним комітетом (Comité consultatif des programmes, Programmbeirat), що обирається програмної конференцією (La Conférence des programmes, Programmkonferenz).
На сьогоднішній день всі ключові рішення, що стосуються політики каналу, приймають в Страсбурзі. Там Керівний комітет зазвичай і обговорює стратегію розвитку телеканалу, загальну концепцію і програмну політику на найближчий рік. Він же несе відповідальність за трансляцію передач і за обробку багатомовних програм. Керуючий комітет також контролює випуск телевізійних програм, журналів і тематичних вечорів. Arte GEIE (частина АРТЕ) визначає і координує комунікаційної ланцюжка, і підтримує відносини з європейськими партнерами. Керівний комітет очолює холдинг і щодня звітує про свою діяльність на загальних зборах. Крім президента і віце-президента, він включає директора програм і директора управління. Представники всіх європейських партнерів (телеканали RTBF, TVP, ORF, швейцарський SRG SSR, TVE, YLE et NPS) беруть участь в розширених засіданнях Керівного комітету.

### Фінансування
Основний бюджет АРТЕ — це державні вливання Парижа і Берліна. Їх річний обсяг становить близько 350 мільйонів євро. Злі язики конкурентів телеканалу стверджують, що маючи таку підтримку, можна «легко займатися культурою». Інша справа — створити щось геніальне, коли йде щоденна і жорстка боротьба за кожне євро реклами, як це відбувається з приватними телекомпаніями. Однак тут слід згадати і другу сторону медалі. У суспільно-правових телеканалів, які отримують державне фінансування, часто бувають зв'язані руки. Їх скутість не має ніякого відношення до цензури. Вся справа в тому, що телекомпанії зобов'язуються підготувати контент для всієї аудиторії, а вона досить широка. Безумовний плюс — це страхова подушка, яка захищає працівників від безробіття, а канал від відсутності фінансування. З іншого боку, і зарплати у співробітників суспільно-правових телекомпаній тримаються на середньому рівні, якщо порівнювати приватними телекомпаніями. Крім того, з програмною сіткою рідко експериментують, а вже зміни в мовлення вносяться ще рідше. Приватні станції мають свої фішки, на яких вони збирають вершки в прайм-тайм. Наприклад, для РТЛ це вже багато років показ «Формули-1», де 30 секунд реклами стоять близько мільйона євро. PRO7 — це місцева фабрика зірок, «від якої всіх вже нудить». АРТЕ обходиться без ліцензійних програм, і робить це успішно. Головний доказ тому — спроби інших країн викупити частини телеканалу і стати його співвласником. Наприклад, йдуть переговори з угорцями, іспанцями і бельгійцями. Відомо, що медіамагнат Берлусконі не проти прибрати пару відсотків акціонерного капіталу АРТЕ. Виходить, що 350 мільйонів євро в рік дозволяють АРТЕ не тільки втриматися від жовтих новин, але і в принципі вибирати дійсно культурні програми, показувати фільми, що дають рейтинги. Причому не по одному в тиждень в нічний час, а часом і в прайм-тайм. Тобто повністю відповідати своєму культурному статусу.

## Особливості телеканалу
Arte прагне надавати якісну програму c упором на культуру і мистецтво. Головна його особливість, яка відзначається практично в усіх джерелах, — це висококультурність телеканалу. Що це означає? АРТЕ відмовляється від погоні за сенсаціями і жовтизною (чим займаються майже всі телеканали світу), не випускає передачі, присвячені так званим «продаваним» темам (зірки, смерть), при цьому порушуватися ці теми, безумовно, можуть. Ці заборони, звичайно, умовні. На телеканалі немає ніякої цензури. Але це своєрідні внутрішні закони редакції, яка женеться нема за рекламою, а за якістю продукту, який вона випускає. АРТЕ сьогодні — це не тільки один франко-німецький телеканал, а й випуск журналу «ARTE Magazin» і вебрадіо «Arte Radio». Деякі передачі АРТЕ також доступні в Австралії (переклад на англійську здійснюється компанією Special Broadcasting Service). Крім того, активно співпрацюють з телеканалом і бельгійці, в їх країні також частково транслюється контент. Значна частина власного контенту каналу Arte доступна у всіх країнах через медіатеку, розташовану за адресою videos.arte.tv.
Велика кількість тем пов'язані з Європою та Євросоюзом. Крім того, важливу роль в сітці мовлення грають високоякісні документальні фільми і інформативні передачі. Віддається перевага погляду на події і явища з альтернативних перспектив.

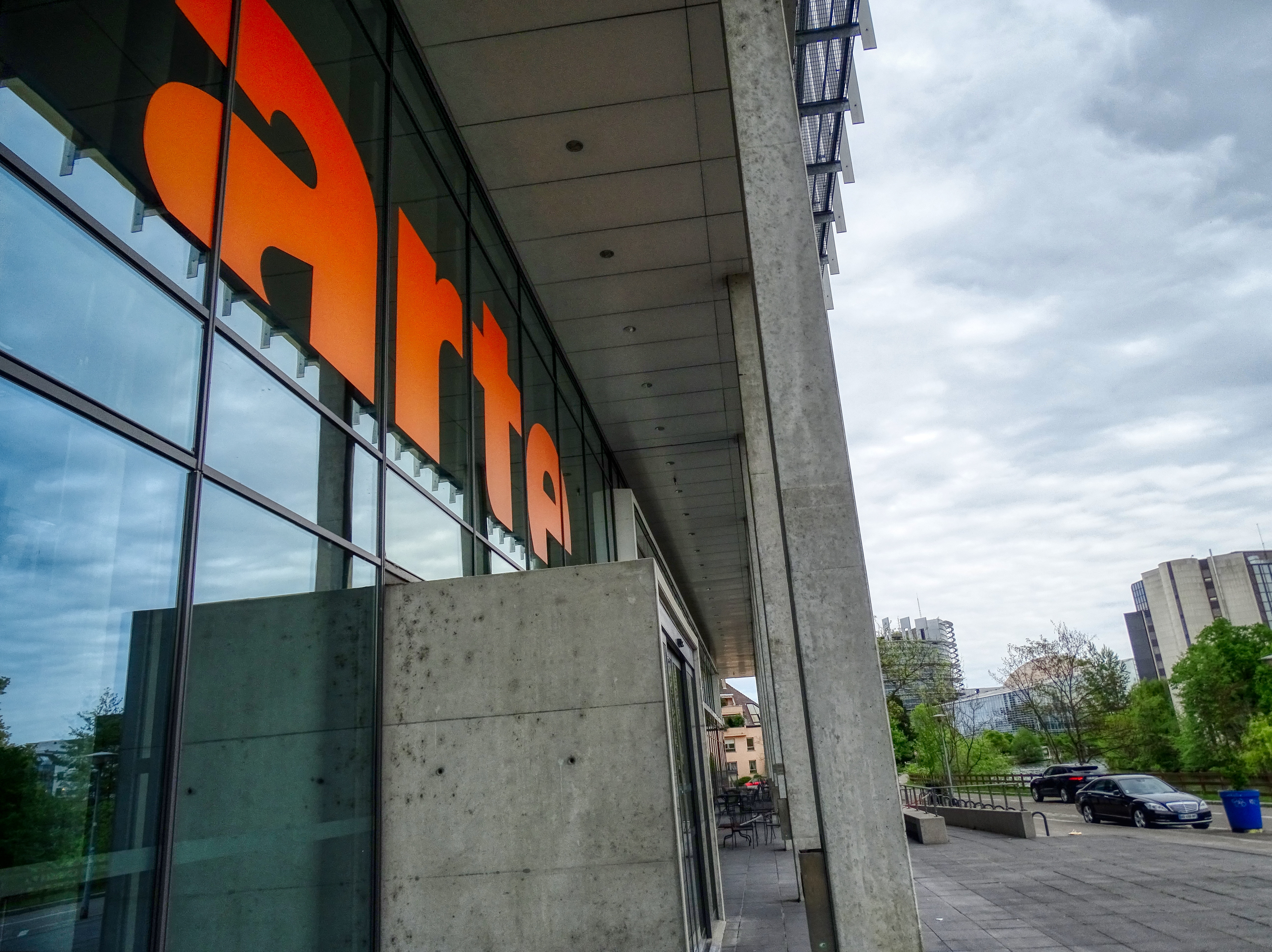
Штаб-квартира Arte у Страсбурзі

Одним з ключових елементів в програмі є «Тема» (фр. Thema, ньому. Themenabend). Це вечірня програма передач, об'єднана єдиною темою і складається з трьох або чотирьох елементів різних жанрів (художній фільм, документальний фільм, репортаж, дебати і так далі). Теми можуть бути абсолютно різними: від історичних і культурних до соціальних і політичних. До речі, саме цей елемент ефіру піддавався критиці фахівців, які, як виявилося, не так розуміли запити аудиторії. Саме «Тема» стала однією з найрейтинговіших частин мовлення.

## Передача і прийом
Програми ARTE доступні з багатоканальним звуком: всі програми виходять на французькій і німецькій мовах. Крім того, оригінальна версія, по можливості, відображається з субтитрами французькою та німецькою мовами, а люди з вадами слуху можуть отримати субтитри або аудіокоментар. З 2015 року в Інтернеті доступний вибір програм з англійськими і іспанськими субтитрами, а в кінці 2016 року з'явиться польську мову.
Канал займає важливе місце в Європі. Як німецьку, так і французьку версію можна отримати майже у всій Європі через супутник Astra1 (19,2 ° східної довготи), французьку версію також можна отримати через Hot Bird (13 ° східної довготи). Крім того, ARTE передають не тільки всі кабельні мережі в Німеччині і Франції, а й численні кабельні мережі в Австрії, Бельгії, Фінляндії, Люксембурзі, Швейцарії, а також в Нідерландах.
З 2008 року ARTE веде мовлення в HD в Німеччині і Франції. Як і національні канали своїх країн, німецька HDTV-версія ARTE транслює в форматі 720p50, а французька — в 1080i25. У квітні 2016 року компанія ARTE (спільно з власником супутника Astra, SES) організувала пряму телетрансляцію балету Le Corsaire з Віденської державної опери в ультрависокому дозволі. Програма транслювалася в прямому ефірі на демонстраційному каналі UHD1 зі супутників Astra 19,2 ° E.
Онлайн-програми ARTE можна транслювати в прямому ефірі або дивитися на додатковому телебаченні протягом від 7 до 700 днів на ARTE + 7 та тематичних платформах ARTE Concert, Info, Future або Cinema.
В Африці ARTE транслюється через супутник, кабель, MMDS і ADSL, у багатьох інших країнах через цифрову службу CanalSat Horizons. Багато програм ARTE на французькій мові також транслюються в Канаді по кабельному каналу Ici ARTV, який частково належить Канадської радіомовної корпорації (85 %) і самої ARTE (15 %). Австралійська служба спеціального мовлення переводить багато програм ARTE на англійську мову для трансляції по власній телевізійної мережі і за кордоном.

## Передачі
- Abenteuer Arte — документальний серіал (1997 — теперішній час)
- Arte Journal — інформаційна програма
- Arte Reportage — програма про поточні події
- Arte Themenabend — виставка спеціальних тем
- Дуже секретна служба — шпигунська комедія
- Багдад, бак-су-ле-бомби / Die Jungs von der Bagdad-High — документальний фільм
- Die Nacht / La Nuit — нічні новини
- Do Not Track, документальний вебфільм від Arte, створений в 2015 році
- Durch die Nacht mit … (2002 — теперішній час)
- Geo 360 ° (1999 — теперішній час)
- Karambolage — шоу про французьких / німецьких звичаях (2004 — теперішній час).
- Kurzschluss (2001 — теперішній час)
- Метрополіс (2001 — теперішній час)
- Le dessous des cartes (Mit offenen Karten) — геополітичний документальний фільм (1992 — теперішній час)
- Треки — музична програма (1997 — теперішній час)
- WunderWelten (2005—2009)
- Новорічний концерт у Венеції (2016 — теперішній час)

## Частка ринку
У Франції у ARTE зазвичай більше глядачів, ніж в Німеччині. У 2015 році його частка від загальної кількості переглядів становила близько 2,2 % у Франції і близько 1 % в Німеччині. Відмінності можна пояснити різними телевізійними ринками в обох країнах. У Франції ARTE довгий час був доступний майже кожному як один з шести аналогових наземних каналів. Відносно невелика кількість французьких домогосподарств отримували кабельне та супутникове телебачення, а інші наземні канали дійсно не конкурували з ARTE. Тим часом, завдяки повсюдному розгортанню кабельного телебачення, переважна більшість німецьких сімей мало доступ приблизно до трьох дюжин каналів, в тому числі до кільком державним мовникам з контентом, аналогічним Arte. Після впровадження цифрового наземного телебачення у Франції., Частка ринку ARTE там впала, в той час як в Німеччині вона залишалася більш-менш незмінною.